# XVI Cumbre del Movimiento de Países No Alineados
La XVI Cumbre del Movimiento de Países No Alineados se celebró del 26 al 31 de agosto en 2012 en la capital iraní, Teherán. Según el portavoz del ministerio de Asuntos Exteriores iraní, a la cumbre asistieron los líderes de 120 países, incluyendo 24 presidentes, 3 reyes, 8 primeros ministros y 50 ministros de relaciones exteriores, así como el Secretario General de las Naciones Unidas, Ban Ki-moon.
La cumbre fue precedida por dos reuniones preparatorias, una de altos funcionarios celebrada entre el 26 y el 27 de agosto de 2012, y una reunión ministerial, del 28 al 29 de agosto. La jornada principal se llevó a cabo en los días 30 y 31 de agosto. El presidente egipcio, Mohamed Morsi, entregó oficialmente la presidencia del Movimiento de Países No Alineados (MPNA) al presidente iraní, Mahmud Ahmadineyad, durante la ceremonia de inauguración de la reunión de jefes de estado. Irán asumió la presidencia del para los siguientes tres años, hasta la XVII cumbre prevista para septiembre del año 2016 en la isla de Margarita (Venezuela)

Estados miembro del MPNA en 2006. Los países en azul claro son miembros observadores.

## Precedentes
El primer intento de acercamiento entre los países que más tarde se conocería como movimiento de los países no alineados, se llevó a cabo en 1955 en la Conferencia de Bandung, en Indonesia, con la participación fundamental de los presidentes indio, egipcio e indonesio Jawaharlal Nehru, Gamal Abdel Nasser y Sukarno, respectivamente. El proyecto estaba influido por la reciente independencia de la India del imperio británico y de la ideología y pensamiento de Mahatma Gandhi. La primera cumbre y el anuncio de existencia del Movimiento de Países No Alineados se celebró en Belgrado en 1961 con la presencia del mariscal Josip Broz Tito -dirigente de Yugoslavia-, Kwame Nkrumah -dirigente panafricanista de Ghana-, Naser -presidente panarabista de Egipto-, Nehru -primer ministro de la India- y Ahmed Sukarno, presidente y artífice de la independencia de Indonesia.
Después de fin de la Guerra Fría, los países socialistas- los miembros de del Movimiento de Países No Alineados que Sufriendo de la falta de identidad, y porque el motivo de crear el ese movimiento fue crear un saldo negativo entre dos superpotencias de la Guerra Fría, por eso no tienen ningún razón para continuar a la vida de ese movimiento. Aún que muchos de los pensadores y oficiales dicen que el motivo de la continuación de ese movimiento es antiamericano o antiimperialista.Aproximadamente 120 países, incluyendo más de dos tercios de los miembros de la ONU, son miembros de MNA. Irán ocupa actualmente la presidencia actual del movimiento. Los miembros del movimiento de MNA cada tres años participan en esa cumbre en un país.

## Irán: Antes de la presencia de MNA
Según el vicepresidente Ali Saeedlou, quien es el presidente del comité organizador, hasta 7.000 participantes - incluyendo delegaciones y medios de comunicación asistan a la cumbre. Para prepararse para la reunión y reducir el tráfico y la contaminación atmosférica, un día festivo de cinco días en Teherán ha sido llamado por la duración de la cumbre. Las partes de Teherán han sido embellecido con postes de luz y recién pintado marcas viales. Las carreteras alrededor del lugar de la cumbre fueron cerrada a los vehículos de todos menos oficiales. Según el diputado de jefe de la policía de Irán, Ahmad Reza Radan: "La policía está en alerta máxima durante la cumbre del Movimiento de Países No Alineados." Además, aumentando la seguridad del evento, la entrada sin visa a Irán normalmente ofrecen a ciudadanos de varios países se ha suspendido temporalmente.
La "Reunión de Altos Funcionarios" o "SOM" y "Reunión Ministerial" se reúnen en la "Conferencia Internacional IRIB Center" (CCII), y la cumbre será en el "Salón de la Conferencia del Cumbre de Teherán".

## Participantes
Un portavoz del Ministro de Asuntos Exteriores de Irán, declaró que 24 presidentes, tres reyes, 8 presidentes, 8 vice presidentes, un primeros ministros y 50 ministros de Asuntos Exteriores habían asistido a la cumbre. Para el primer día de la cumbre, 110 personas de las delegaciones llegaron a Teherán.
Ali Akbar Salehi, Ministro de Asuntos Exteriores de Irán, anunció que el Secretario General de la ONU, Ban Ki-Moon, asistía en la conferencia. También invitó a los líderes de Rusia, Turquía y Brasil a la cumbre. Mohamed Morsi, expresidente de los NOAL y el presidente egipcio, también anunció que iba a participar en la cumbre. Él fue el primer líder de su país en visitar Irán desde la revolución islámica. 
Se dice que Irán canceló una invitación a Arabia Saudita para asistir a la cumbre. Sin embargo, más tarde se anunció que Abdul Aziz bin Abdullah, el Viceministro de Asuntos Exteriores, participa en la cumbre por invitación de Arabia Saudita.
| - Miembros de MNA                                       | - Miembros de MNA         | - Miembros de MNA                | - Miembros de MNA                                   |
| Miembros                                                | Miembros                  | Presentado por                   | Título                                              |
| ------------------------------------------------------- | ------------------------- | -------------------------------- | --------------------------------------------------- |
| Bandera de Afganistán                                   | Afghanistán               | Hamid Karzai                     | Presidente                                          |
| Bandera de Argelia                                      | Argelia                   | Abdul Qader Bin Saleh            | Altavoz Parliamentario                              |
| Bandera de Azerbaiyán                                   | Azerbaiyán                | Elmar Mammadyarov                | Ministro de Asuntos Exteriores                      |
| Bandera de Baréin                                       | Baréin                    | Khalid bin Ahmed Al Khalifa      | Ministro de Asuntos Exteriores                      |
| Bandera de Bangladés                                    | Bangladés                 | Sheikh Hasina                    | Primer Ministro                                     |
| Bandera de Bielorrusia                                  | Bielorrusia               | Vladimir Makei                   | Primer Ministro                                     |
| Bandera de Benín                                        | Benín                     | Yayi Boni                        | Presidente                                          |
| Bandera de Bután                                        | Bután                     | Ugyen Tshering                   | Ministro de Asuntos Exteriores                      |
| Bandera de Bolivia                                      | Bolivia                   | Evo Morales                      | Presidente                                          |
| Bandera de Camboya                                      | Camboya                   | Hun Sen                          | Primer Ministro                                     |
|                                                         | República Centroafricana  | François Bozizé                  | Presidente                                          |
| Bandera de Cuba                                         | Cuba                      | José Ramón Machado               | Vice Presidente                                     |
| Bandera de Yibuti                                       | Yibuti                    | Ismail Omar Guelleh              | Presidente                                          |
| Bandera de Ecuador                                      | Ecuador                   | Jorge Arellano                   | Ministerio de Seguridad                             |
| Bandera de Egipto                                       | Egipto                    | Mohamed Morsi                    | Presidente                                          |
| Bandera de Gabón                                        | Gabón                     | Ali Bongo Ondimba                | Presidente                                          |
| Bandera de Jordania                                     | Jordania                  | Hassan bin Tallal                | Enviado especial                                    |
| Bandera de la India                                     | India                     | Manmohan Singh                   | Primer Ministro                                     |
| Bandera de Irán                                         | Irán                      | Mahmoud Ahmadinejad              | Presidente                                          |
| Bandera de Irak                                         | Irak                      | Nouri al-Maliki                  | Primer Ministro                                     |
| Bandera de Indonesia                                    | Indonesia                 | Boediono                         | Vice Presidente                                     |
| Bandera de Kuwait                                       | Kuwait                    | Muhammad Sabah Al-Salem Al-Sabah | Ministro de Asuntos Exteriores                      |
| Bandera de Líbano                                       | Líbano                    | Michel Suleiman                  | Presidente                                          |
| Bandera de Lesoto                                       | Lesoto                    | Mohlabi Tsekoa                   | Ministro de asuntos Exteriores                      |
| Bandera de Libia                                        | Libia                     | Ashour Bin Khayal                | Ministro de Asuntos Exteriores                      |
| Bandera de Malasia                                      | Malasia                   | Anifah Aman                      | Ministro de Asuntos Exteriores                      |
| Bandera de Mauritania                                   | Mauritania                | Mohamed Ould Abdel Aziz          | Presidente                                          |
| Bandera de Mongolia                                     | Mongolia                  | Tsakhiagiin Elbegdorj            | Presidente                                          |
| Bandera de Marruecos                                    | Marruecos                 | Abdelillah Benkirane             | Primer Ministro                                     |
| Bandera de Birmania                                     | Birmania                  | Wunna Maung Lwin                 | Ministro de Asuntos Exteriores                      |
| Bandera de Namibia                                      | Namibia                   | Marco Hausiku                    | Ministro de Asuntos Exteriores                      |
| Bandera de Nepal                                        | Nepal                     | Baburam Bhattarai                | Primer Ministro                                     |
| Bandera de Nigeria                                      | Nigeria                   | Namadi Sambo                     | Vicepresidente                                      |
| Bandera de Corea del Norte                              | Corea del Norte           | Kim Yong-nam                     | Presidente                                          |
| Bandera de Pakistán                                     | Pakistán                  | Asif Ali Zardari                 | Presidente                                          |
| Bandera de Palestina                                    | Palestina                 | Mahmoud Abbas                    | Presidente                                          |
| Bandera de Filipinas                                    | Filipinas                 | Jejomar Binay                    | Vice Presidente                                     |
| Bandera de Omán                                         | Omán                      | Yahya bin Mahfoudh al Mantheri   | Presidente del Consejo de Estado de Omán            |
| Bandera de Catar                                        | Catar                     | Hamad bin Khalifa Al Thani       | Emir                                                |
| Bandera de Arabia Saudita                               | Arabia Saudita            | Abdulaziz bin Abdullah Al Saud   | Subsecretario del Ministerio de Asuntos Extranjeros |
| Bandera de Senegal                                      | Senegal                   | Macky Sall                       | Presidente                                          |
| Bandera de Sudáfrica                                    | Sudáfrica                 | Maite Nkoana-Mashabane           | Ministro de Asuntos Extranjeros                     |
| Bandera de Sri Lanka                                    | Sri Lanka                 | Mahinda Rajapaksa                | Presidente                                          |
| Bandera de Sudán                                        | Sudán                     | Omar al-Bashir                   | Presidente                                          |
| Bandera de Suazilandia                                  | Suazilandia               | Lutfo Dlamini                    | Ministro de Asuntos Extranjeros                     |
| Bandera de Siria                                        | Siria                     | Wael Nader al-Halqi              | Primer Ministro                                     |
| Bandera de Tanzania                                     | Tanzania                  | Mohamed Gharib Bilal             | Vice Presidente                                     |
| Bandera de Tailandia                                    | Tailandia                 | Surapong Tovichakchaikul         | Ministro de Asuntos Extranjeros                     |
| Bandera de Túnez                                        | Túnez                     | Rafik Abdessalem                 | Ministro de Asuntos Extranjeros                     |
| Bandera de Turkmenistán                                 | Turkmenistán              | Gurbanguly Berdimuhamedow        | Presidente                                          |
| Bandera de Uganda                                       | Uganda                    | Yoweri Museveni                  | Presidente                                          |
| Bandera de Emiratos Árabes Unidos                       | Emiratos Árabes Unidos    | Saud bin Rashid Al Mu'alla       | El Enviado especial(Emir de Umm al-Quwain)          |
| Bandera de Venezuela                                    | Venezuela                 | Hugo Chávez                      | Presidente                                          |
| Bandera de Vietnam                                      | Vietnam                   | Nguyen Tan Dung                  | Primer Ministro                                     |
| Bandera de Zimbabue                                     | Zimbabue                  | Robert Mugabe                    | Presidente                                          |
| Observadores                                            |                           |                                  |                                                     |
| Naciones                                                | Naciones                  | Presentado por                   | Título                                              |
| Bandera de Armenia                                      | Armenia                   | Serzh Sargsyan                   | Presidente                                          |
| Bandera de Brasil                                       | Brasil                    | Michel Temer                     | Vice Presidente                                     |
| Bandera de Serbia                                       | Serbia                    | Ivan Mrkić                       | Ministro de Asuntos Exteriores                      |
| Bandera de Tayikistán                                   | Tayikistán                | Emomali Rahmonov                 | Presidente                                          |
| Naciones invitadas                                      |                           |                                  |                                                     |
| Naciones                                                | Naciones                  | presentado por                   | Título                                              |
| Bandera de Australia                                    | Australia                 | Gary Quinlan                     | Embajador de Australia en la ONU                    |
| Bandera de Suiza                                        | Suiza                     | Wolfgang Amadeus Bruelhart       | Director de Medio Oriente y África del Norte        |
| Bandera de Turquía                                      | Turquía                   | Cevdet Yılmaz                    | Ministro de Desarrollo                              |
| Las organizaciones observadoras                         |                           |                                  |                                                     |
| Organizaciones                                          | Organizaciones            | presentado por                   | Título                                              |
|                                                         | Unión Africana            | Yayi Boni                        | Presidente                                          |
|                                                         | Liga Árabe                | Nabil el-Araby                   | Secretario General                                  |
| Bandera de la Organización para la Cooperación Islámica | OIC                       | Ekmeleddin İhsanoğlu             | Secretario General                                  |
|                                                         | Naciones Unidas           | Ban Ki-moon                      | Secretario General                                  |
|                                                         | Grupo de los 77           | Mourad Benmehidi                 | Presidente del Grupo de los 77                      |
|                                                         | Consejo Mundial de la Paz | Socorro Gomes                    | Presidente                                          |

## Respuestas Pre-cumbre
El ex primer ministro de Malasia Mahathir Mohammad commened sobre la importancia de la cumbre en Irán: "Ciertos Estados MNA también han mantenido las sanciones contra Irán, que es un movimiento totalmente desaconsejable, debido a que las sanciones no son por parte de la ONU, más bien nivelado unilateralmente por los EE.UU. no pueden emitir ningún tipo de sanciones contra Irán que quieren pero no hay ninguna razón a otros países a seguir su ejemplo y su manera".
De acuerdo con el embajador de Indonesia a Irán, la cumbre será "importante y oportuna" en las actuales circunstancias regionales e internacionales. Subrayó: "Durante la cumbre de Teherán, se deben hacer esfuerzos para que el camino de la evolución que se derivan del despertar islámico en la región continuará de una manera correcta y no se desvíen a la violencia y el conflicto."

## Agenda
La base del marco de las negociaciones de la cumbre es el" Documento Final ", aprobada en la Reunión Ministerial del Movimiento de Países No Alineados Buró de Coordinación celebrada en Sharm El Sheikh, Egipto 7-10 mayo de 2012.
El Ministerio de Asuntos Exteriores de Irán también dijo que fundamentalmente la agenda consigue los temas relacionados con el desarme nuclear, los derechos humanos y las cuestiones regionales. Irán también se destina a la elaboración de una nueva resolución de paz con el objetivo de resolver la guerra civil siria. Durante la cumbre, Irán elaborará una resolución nueva paz con el objetivo del resolver la crisis siria.

## Los líderes de la cumbre

### General
La XVI Cumbre del Movimiento de Países No Alineados (NOAL) se inauguró este jueves en la capital iraní de Teherán con el lema "Paz duradera a través de la gobernabilidad conjunta global".
El 30 de agosto la cumbre inauguró por el líder supremo de Irán, el ayatolá Ali Jamenei. La que sigue después de él, fue el presidente de Egipto, Mohamed Morsi, quien que fue el presidente de la 15 ª Cumbre. Él declaró por la apertura de la cumbre del 16 y presentó el informe de la presidencia del MNOAL en los últimos tres años. Luego entregó oficialmente la presidencia del Movimiento de Países No Alineados a Irán al presidente de Irán, Mahmoud Ahmadinejad. Después de Morsi, el Presidente del sexagésimo período de sesiones de la Asamblea General de Naciones Unidas, Nassir Abdulaziz Al-Nasser, el Secretario General Ban Ki Moon, Presidente del Grupo de los 77, Mourad Benmehidi, anfitrión del presidente Mahmoud Ahmadinejad y el primer ministro indio, Manmohan Singh entregado a la cumbre a su discursos de apertura.

### Explicación de la inauguración
El líder supremo iraní,  ayatolá Ali Jamenei, declaró en un discurso durante la ceremonia inaugural que "la República Islámica no busca armas nucleares" y jamás abandonará su derecho al uso "pacífico" de la energía nuclear.Jamenei dijo que Irán sigue el principio de "energía nuclear para todos, armas nucleares para nadie". 
El ayatolá jamenei también criticó la propaganda occidental contra el programa nuclear de la República Islámica de Irán y declaró que "algunos países occidentales quieren construir un monopolio del combustible nuclear". También condenó la "ocupación" israelí del territorio palestino que debe ser gobernado por los palestinos. Jamenei afirmó que la estructura de la ONU es "ilógica", "injusta" y "no democrática", y señaló que "el mundo no debe ser controlado por unos pocos regímenes dictatoriales". El líder iraní apuntó que "el desarme es una necesidad urgente" del mundo actual y la República Islámica aboga por un Medio Oriente libre de armas nucleares.
.
El presidente egipcio, Mohamed Morsi denunció al gobierno sirio, aliado de Irán, al que calificó de «opresivo» y dijo que era un «deber ético» apoyar la rebelión contra el gobierno de Siria y Bashar al-Asad. Walid al-Moallem, ministro de Relaciones Exteriores sirio, se retiró en protesta, aunque el presidente iraní se mantuvo sentado junto a Morsi. Morsi pidió una transición pacífica hacia «la libertad y la democracia» en Siria. Al igual que Irán, Morsi también pidió una reforma en la estructura al Consejo de la Seguridad de ONU. Morsi se hizo eco de las llamadas iraníes por un Oriente Medio libre de armas nucleares, y criticó a Israel por negarse a unirse al Tratado de No Proliferación Nuclear. Morsi e Irán también apoyaron la candidatura palestina para un asiento en las Naciones Unidas.
El primer ministro indio, Manmohan Singh, pidió una solución pacífica de la crisis en Siria y se comprometió a apoyar el movimiento palestino. También abogó por la reforma en el Consejo de Seguridad de las Naciones Unidas, el Banco Mundial y el Fondo Monetario Internacional.

## Discusión
Ministro de Relaciones Exteriores,Ali Akbar Salehi abrió la puerta de la primera reunión y habló de la meta original de MNA: "Creemos que el calendario para la retirada definitiva las armas nucleares hasta el año 2025, que fue propuesto por el MNA, sólo se hará realidad si lo seguimos con decisión".

### Los eventos paralelos y reuniones bilaterales
El presidente de Pakistán, Asif Ali Zardari, y el primer ministro indio, Manmohan Singh, probablemente, cumplirán en los márgenes de la cumbre para discutir a las evoluciones recientes de las relaciones entre India y Pakistán y  las relaciones regionales.
El secretario general de ONU, Ban Ki-moon, tiene la intención de hablar con los líderes iraníes sobre temas como el programa nuclear de Irán, el terrorismo, los derechos humanos y la crisis en Siria. 
India, Irán y Afganistán han acordado a establecer un grupo de trabajo para discutir el desarrollo del puerto de importancia estratégica de Chahbahar en Irán.
Los iraníes intentan para demostrar eso que su programa nuclear es pacífico. Y en la continuación el Ministerio de Relaciones Exteriores de Irán declaró que Irán se haría cargo de los funcionarios del Movimiento de Países No Alineados a visitar sus instalaciones nucleares de Irán.
El Patrimonio Cultural, Artesanía y Organización de Turismo anunció una oportunidad para que las delegaciones visitantes a hacer una visita a la exposición de artesanías persas celebrada en la Torre Milad de Teherán.
Los ciudadanos mundiales invitados de los países del MNOAL podrían usar de una gira por los museos históricos de Teherán, palacios y lugares históricos con el fin de familiarizarse con la cultura y la civilización persa .

## La asistencia de Ban ki-Moon
Habitualmente el Secretario General de ONU participa en la Cumbre del MNOAL, la presencia de Ban Ki-moon, se opuso a los Estados Unidos e Israel. Haaretz informó de que el Primer Ministro de Israel Benjamin Netanyahu había pedido personalmente al secretario general que no asiste en la XVI cumbre y describió sobre el Irán como "un régimen que representa el mayor peligro para la paz mundial". Además, según Maariv, el Ministerio de Relaciones Exteriores de Israel ordenó a las embajadas de Israel en otras países para alentar a participar en la XVI cumbre o enviar sólo los representantes de nivel inferior a la cumbre. pero el Ban Ki Moon personalmente participa en esa cumbre.

## Estructura del Movimiento de MNA

### General
El Movimiento de Países No Alineados no tiene ni una Carta ni una Constitución ni unas reglas formales de funcionamiento. Esto se evitó en su fundación por considerar que iba contra la pluralidad y la configuración misma del Movimiento. En su lugar se adoptó un sistema de administración que permitiera a todos los países miembros participar en la dirección. La línea política se iba elaborando en las distintas conferencias a través de declaraciones y resoluciones.

### Particular
La Presidencia es ocupada por el país anfitrión, que desempaña este cargo hasta la celebración de la Cumbre siguiente. El Presidente (Jefe de Estado del país anfitrión) era el encargado de coordinar todas las actividades. A partir de la Cumbre de Argel (1973), se estableció la existencia de un Buró de Coordinación, encargado de realizar los preparativos de las Cumbres y las reuniones. También organiza los trabajos de los distintos Grupos de Trabajo y Comisiones del Movimiento. Trata de unificar las posiciones de los países no alineados en las Naciones Unidas. Este Buró está abierto actualmente a todos los miembros del Movimiento. 	
Aunque no siempre se ha ido cumpliendo por diferentes motivos, en una teoría funcionamiento orgánico del Movimiento es:	
- Conferencias Cumbres: Se celebran en teoría cada tres años y ellas asisten los Jefes de Estado o del Gobiernos de los países miembros.
- Conferencias ministeriales: Son las reuniones que se celebran entre las Cumbres.
-Reuniones del Buró de Coordinación. Se celebran poco antes de las Cumbres con la intención de preparar detalladamente estas. Tienen lugar en el país que ocupa la Presidencia del Movimiento.
Aparte de todas éstas, se celebran también otras reuniones de alto nivel como Reuniones Ministeriales Extraordinarias, Reuniones del Comité Ministerial de Metodología, Reuniones del Comité Ministerial Permanente sobre Cooperación Económica, y Reuniones Ministeriales sobre varios aspectos de la Cooperación Internacional, aunque cada día son menos frecuentes.

## Conferencias
Las conferencias del Movimiento de Países No Alineados por orden, año y lugar son:
- I Cumbre: 1961, Belgrado, Yugoslavia
- II Cumbre: 1964, El Cairo, Egipto
- III Cumbre: 1970, Lusaka, Zambia
- IV Cumbre: 1973, Argel, Argelia
- V Cumbre: 1976, Colombo, Sri Lanka
- VI Cumbre: 1979, La Habana, Cuba
- VII Cumbre: 1983, Nueva Delhi, India
- VIII Cumbre: 1986, Harare, Zimbabue
- IX Cumbre: 1989, Belgrado, Yugoslavia
- X Cumbre: 1992, Yakarta, Indonesia
- XI Cumbre: 1995, Cartagena de Indias, Colombia
- XII Cumbre: 1998, Durban, Sudáfrica
- XIII Cumbre: 2003, Kuala Lumpur, Malasia
- XIV Cumbre: 2006, La Habana, Cuba
- XV Cumbre: 2009, Sharm el Sheij, Egipto
- XVI Cumbre: 2012, Teherán, Irán
- XVII Cumbre: 2016, Nueva Esparta, Venezuela

(XVI Cumbre
```
(XVI Cumbre del Movimiento de Países No Alineados)
```

### Irán y MNA
Debido al pacto céntrico militar CENTO, La Organización del Tratado Central, Irán no podría participar en el Movimiento de Países No Alineados hasta 1979, se unió a MNA después de la revolución islámica de Irán. Irán, por primera vez participa en la Cumbre del Movimiento en La Habana en 1979 y hasta hoy, siempre ha estado presentar en todas las reuniones del movimiento de MNA.
la séptima cumbre del movimiento de países no alineado tiene que celebré en Bagdad, Pero debido a la invasión iraquí de Irán, se canceldo y se mudó a Nueva Delhi, India. La cumbre se considera los eventos más importantes del mundo. 
La XVI Cumbre de Países No Alineados se celebró en Teherán en los días 30 y 31 de agosto de 2012.
Otras reuniones pueden celebrarse entre las reuniones oficiales. Por ejemplo, en 2011 50 países del movimiento se celebraron una reunión en Belgrado, la capital actual de Serbia.

### Venezuela
- XVII Cumbre: 2016 por realizarse en , Nueva Esparta, Pampatar, Venezuela [69]

En la XVI cumbre de los países No Alineados fue aprobado que un país de Latinoamérica será anfitrión de la XVII Cumbre del MNA.